# Cómic underground

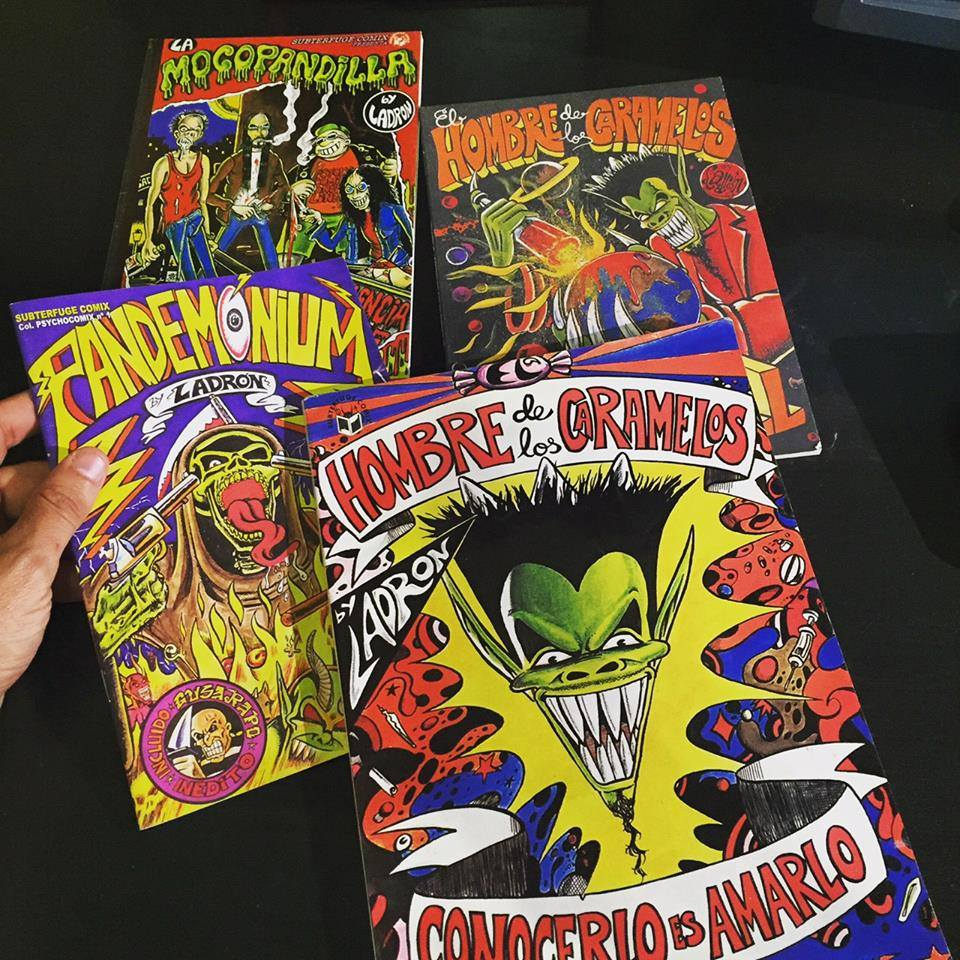
Publicaciones de Ladroncomix, muestra del cómic underground.

El comix o cómic underground (en español, historieta subterránea) era en origen "meramente un concepto técnico referente a los canales de edición, impresión y distribución de las historietas" que se desarrollaban al margen de las grandes editoriales de los Estados Unidos en los años 1960. Supusieron entonces un auténtico revulsivo para el desarrollo del medio al permitir la afloración de "historietas que no seguían los cánones tradicionales, que los contravenían abiertamente y se dedicaban a minar los sacrosantos principios de la sociedad en que se desarrollaban".
El término, al ser trasvasado a otros idiomas, quedó asociado a los rasgos formales y temáticos de las historietas publicadas en la prensa contracultural de aquella época, designando también por extensión a la que se asemeja estilísticamente a ella, como la "línea chunga" española, aunque goce de una difusión convencional. En España se les conoce también como revista underground o tebeo underground.

## Historia

### Desarrollo en Estados Unidos (1968-79)
El cómic underground clásico es otro de los fenómenos que sacuden la sociedad norteamericana de la época, junto a "la protesta estudiantil, la defensa de los derechos civiles, la oposición a la guerra del Vietnam, la experimentación con alucinógenos, la formación de comunas, la influencia de las filosofías orientales, la música como expresión vital".
El primer comic-book de Zap Comix, obra de Robert Crumb en su totalidad, apareció en San Francisco a comienzos de 1968. Aunque no fue el primer comic-book underground en ser editado, Zap se convirtió en la principal referencia de estas publicaciones y la popularizadora del término. Otros autores destacados de esta época fueron S. Clay Wilson, Richard Corben, Rick Griffin, Victor Moscoso, Gilbert Shelton, Dave Sheridan, "Spain" Rodríguez, Frank Stack, Art Spiegelman y Skip Williamson. Como explica Salvador Vázquez de Parga 

Prohibidos al principio, perseguidos en algunas ocasiones, los cómics underground, gracias al aperturismo social que se estaba experimentando en las sociedades menos liberales, fueron después tolerados y más tarde bendecidos hasta utilizar canales de difusión similares a algunos de los que empleaban los cómics oficiales, diluyéndose finalmente entre las publicaciones de cómics en general".

Su legado, sin embargo, sería perenne, al haber ampliado el abanico temático de las historietas. Su influencia, sumada a la de la revista Mad o el auge de la novela gráfica, daría lugar además al fenómeno del cómic alternativo a principios de los 80, como evidencian revistas como RAW  (1980) y  Weirdo (1981) dirigidas por Art Spiegelman y Robert Crumb, respectivamente.

### Ramificaciones en España:La línea chunga(1973-92)
En España, mientras tanto, el primer underground autóctono surgió con la publicación de fanzines como El Rrollo enmascarado (Barcelona, 1973), seguido al año siguiente por Paupérrimus, Catalina, Cantidades, Bazofia, De Quommic y, sobre todo, la revista Star; en 1975, por los primeros álbumes recopilatorios y por los fanzines Piraña Divina y la politizada Butifarra!, también en Barcelona, y Ademuz km. 6, en Valencia; en 1976-77, por Cascorro Factory en Madrid. Alcanzan tiradas de 7.000 (Bazofia) a 10.000 ejemplares (El Carajillo y El Carajillo Vacilón), sufriendo en ocasiones el secuestro por las autoridades.
Entre los álbumes editados por Miquel Riera hay que reseñar Purita (1975), Nasti de plasti, Picadura Selecta y Carajillo, todos de 1976, que representan un paso adelante, pues "a la amalgama de tendencias e influencias que se podían apreciar en los tebeos de la época precedente, sucede la adquisición de estilos propios, muy diferenciados" en cada uno de los autores del grupo: Los que provenían de Barcelona, como Farry, Isá, Javier Mariscal, Max, Montesol, Nazario, Onliyú, Pàmies, Pepichek y Roger, y los que provenían de Madrid, como Agust, Ceesepe, El Hortelano, Iñaki, Montxo, Pejo,  o Santana.
Muchos de estos autores se trasladaron posteriormente a El Víbora (Barcelona, 1979); Bésame Mucho (1980) y Makoki (Barcelona, 1982). Serán los propios autores de El Víbora los que ese año se inscriban a sí mismos en una supuesta línea chunga en contraposición a la línea clara defendida por la revista Cairo. 
Este peculiar estilo, sin ser ya propiamente underground (ya que su medio de difusión es masivo), se sumerge en este tipo de mundos, combativamente callejeros y, como afirma el crítico Jesús Cuadrado, se caracteriza por la defensa de manifiestaciones culturales paralelas como el rock, las comunas, la droga o el antiimperialismo,  atacando los principios de la sociedad establecida. Para ello, describen "de forma sincera y desgarrada situaciones aparentemente absurdas e irracionales", generalmente protagonizadas por personajes marginales, cuyo lenguaje coloquial reproducen, y sin escatimar menciones a la violencia, el sexo y la droga con un "humor, a menudo negro y sangriento".
La profesora Francisca Lladó es de la opinión de que "esta línea (si en realidad puede llamarse de este modo)" "ya desde el principio destaca por una clara ausencia de guiones sólidos, los cuales, en su defecto, se convirtieron en una sucesión de anécdotas banales o en complicadas tramas con abusivos elementos secundarios", "con el riesgo de convertirse en una acumulación de tópicos".
En cualquier caso, esta línea chunga (también denominada línea dura) contará con autores tan destacados como Ceesepe, Gallardo, Javier Mariscal, Max, Nazario u Onliyú (José Miguel González Marcén), afirmando el teórico Pablo Dopico, que en los años 80:

se produce su aceptación social y su explotación comercial, alcanzando su cota más elevada gracias a la revista El Víbora y a Cobi, un personaje de Los Garriris, creado por Mariscal, que, sin darse cuenta, se convirtió en la mascota de los Juegos Olímpicos de Barcelona de 1992.

El Víbora acabaría cerrando en enero de 2005, tras un total de 300 números y varios especiales. Su lema fue Comix para supervivientes y ciertamente ha sido la más longeva de todas las revistas del denominado boom del cómic adulto en España, sólo superada por El Jueves.